# Lê Thu Hà (trung tướng)
Lê Thu Hà (sinh năm 1957) là một sĩ quan cao cấp của Quân đội nhân dân Việt Nam, hàm Trung tướng, nguyên Chính ủy Bệnh viện Trung ương Quân đội 108. Bà là nữ Trung tướng đầu tiên của Việt Nam.

## Tiểu sử
Lê Thu Hà sinh năm 1957 tại Thanh Oai, Hà Nội, là con gái của Trung tướng Lê Hai, nguyên Phó Chủ nhiệm Tổng cục Chính trị Quân đội nhân dân Việt Nam và Mạc Thị Phúc, nguyên Phó Chủ nhiệm khoa Tim mạch Bệnh viện Trung ương quân đội 108. Bà tốt nghiệp Học viện Quân y với điểm trung bình cao nhất toàn khóa. Sau 10 năm công tác tại trường, bà thi đỗ nghiên cứu sinh với điểm thủ khoa và được cử đi Bulgaria học. Sau khi tốt nghiệp Tiến sĩ Y khoa vào năm 1996, bà về nước và bắt đầu công việc tại Bệnh viện Trung ương Quân đội 108.
Năm 2004, khi còn là Chủ nhiệm Khoa Thận - Khớp của Bệnh viện 108, bà và các đồng nghiệp đã cùng nghiên cứu về đề tài lọc màng bụng ở bệnh nhân suy thận mạn giai đoạn cuối. Trong những năm này, chỉ có Bệnh viện 108 và Bệnh viện Quân y 105 có máy lọc máu cho bệnh nhân suy thận mạn. Công trình nghiên cứu của bà đã được ứng dụng đại trà để lọc máu cho bệnh nhân suy thận tại bệnh viện, và lọc máu tại nhà cho bệnh nhân. Công trình này đã giúp bà có được danh hiệu "Phụ nữ sáng tạo" từ Hội Liên hiệp Phụ nữ Việt Nam.
Năm 2007, bà được phong hàm Phó Giáo sư. Sau khi được thăng quân hàm Thiếu tướng vào năm 2009 và trở thành nữ tướng thứ 3 trong lịch sử Quân đội nhân dân Việt Nam, bà lần lượt trải qua các chức vụ Phó giám đốc, rồi Chính ủy Bệnh viện Trung ương Quân đội 108. Năm 2014, bà được thăng quân hàm Trung tướng, trở thành nữ Trung tướng đầu tiên của Việt Nam. Tháng 12 năm 2017, bà nhận quyết định nghỉ hưu. Đến năm 2020, bà trở thành Chủ tịch Hội Hữu nghị Việt Nam - Bulgaria thành phố Hà Nội.

## Khen thưởng
- Huân chương Bảo vệ Tổ quốc hạng Ba.[12]
- Huân chương Chiến công hạng Nhất.[12]

## Lịch sử thụ phong quân hàm
| Năm thụ phong |        | 2009        | 2014        |
| ------------- | ------ | ----------- | ----------- |
| Cấp bậc       | Đại tá | Thiếu tướng | Trung tướng |

## Gia đình
- Cha: Trung tướng Lê Hai, nguyên Phó Chủ nhiệm Tổng cục chính trị Quân đội nhân dân Việt Nam.[13]
- Mẹ: Mạc Thị Phúc, nguyên Phó Chủ nhiệm khoa Tim mạch Bệnh viện Trung ương quân đội 108.[14]
- Chồng:

1. Thiếu tướng Phạm Ngọc Nguyên, nguyên Phó Tư lệnh Quân chủng Phòng không – Không quân;
2. Thiếu tướng Vũ Huy Nùng, nguyên Phó giám đốc Học viện Quân y Việt Nam.[12]